# Relations entre l'OTAN et l'Union européenne
Les relations entre l'Organisation du traité de l'Atlantique nord et l’Union européenne trouvent leur origine au début des années 1990 avec la fin de la guerre froide et l'avènement de l'Union européenne par le traité de Maastricht. Elles évoluent depuis dans un contexte continuellement marqué par la recherche de compromis entre les États européens qui privilégient l'OTAN pour assurer leur sécurité et ceux qui considèrent que l'Europe doit davantage affirmer son existence autonome et se doter de capacités d'action extérieure fortes y compris sur le plan militaire.
L’OTAN et l’Union européenne coopèrent dans différents domaines tels que l'alignement de leurs stratégies via des consultations politiques à tous niveaux, le développement de compétences et de moyens touchant des thèmes nouveaux comme la cyberdéfense, la complémentarité et l'interopérabilité des capacités, ou bien encore les approches et les procédures en matière de gestion de crise. Les deux organisations sont intervenues à plusieurs reprises depuis 2003 de manière complémentaire et coordonnée sur une même situation de crise, comme en Méditerranée où l’UE et l’OTAN coopèrent pour faire face à la crise migratoire depuis 2015.
Le bilan de ces relations entre l'OTAN et l'UE demeure toutefois modeste en raison des désaccords politiques profonds qui existent entre les principaux États membres sur l'instauration d'une défense européenne et sur les relations à terme entre les États-Unis et les Européens en matière de défense. Toutefois la déclaration commune publiée par l'UE et l'OTAN en 2016 marque une volonté conjointe de renforcer sensiblement leur coopération, dans un contexte international de montée des menaces sur les flancs Est et Sud et de remontée des budgets consacrés à la défense par les Européens après des décennies de baisse.

## Historique

### Origines de la relation entre l'OTAN et l'UE (1990-1998)
L'échec de la Communauté européenne de défense (CED) au début des années 1950 marque durablement le glas de l'idée que puisse exister au sein de l'Alliance atlantique une dimension européenne structurée. Le contexte de la guerre froide incite la plupart des États européens à compter principalement sur le parapluie nucléaire américain et sur la forte présence de forces américaines en Europe pour garantir leur sécurité. La Coopération politique européenne qui se développe dans les années 1970 ne donne qu'une place très limitée aux questions de sécurité et de défense.
La chute du mur de Berlin en novembre 1989 marque la fin du monde bipolaire né de l'après-guerre qui oppose les deux blocs de l'Ouest et de l'Est. De nouvelles problématiques de sécurité et de défense se posent aux Européens qui craignent un désengagement des Américains et l'apparition de conflits régionaux pouvant porter préjudice à leurs intérêts, comme le démontrent l'invasion du Koweit par l'Irak et les conflits dans l'ex-Yougoslavie. Aussi les neuf États membres de la CEE décident d'inclure un volet de politique étrangère et de sécurité commune (PESC) dans le traité de Maastricht adopté en 1992 qui instaure l'Union européenne.
La PESC en constitue le « deuxième pilier » décrit dans le Titre V du traité. L'Union européenne y affirme que la PESC inclut « l'ensemble des questions relatives à la sécurité de l'Union européenne, y compris la définition à  terme d'une politique de défense commune ». L'UE désigne l'Union de l'Europe occidentale (UEO) pour assurer la mise en œuvre de ses décisions qui ont des implications dans le domaine de la défense. Mais l'attachement à l'OTAN est également réaffirmé explicitement : « La politique de l'Union (...) n'affecte pas le caractère spécifique de la politique de sécurité et de défense de certains États membres, elle respecte les obligations découlant (...) du traité de l'Atlantique Nord et elle est compatible avec la politique commune de sécurité et de défense arrêtée dans ce cadre ».
En parallèle, l'OTAN se transforme afin de trouver de nouvelles raisons de continuer d'exister en dépit de la disparition de la menace soviétique et prend acte de la naissance de l'Union européenne. La Déclaration de Rome sur la Paix et la Coopération publiée à l'issue du sommet de Rome en novembre 1991 affirme que :

« le développement d'une identité de sécurité et du rôle de l'Europe en matière de défense, reflétés dans la consolidation du pilier européen au sein de l'Alliance, renforcera l'intégrité et l'efficacité de cette dernière. L'accroissement du rôle et des responsabilités des membres européens constitue un fondement important de la rénovation de l'Alliance. Ces deux processus positifs se renforcent mutuellement. Nous entendons, parallèlement à l'émergence et au développement d'une identité européenne de sécurité et du rôle de l'Europe en matière de défense, consolider le lien transatlantique fondamental, dont l'Alliance est le garant, et maintenir pleinement l'unité stratégique et l'indivisibilité de la sécurité de tous les Alliés »

Ces formulations traduisent un compromis entre les États-Unis, les Européens les plus atlantistes et ceux qui rêvent d'une Europe indépendante. Ainsi, selon Madeleine Albright, ancienne secrétaire d’État sous l'administration Clinton, le développement d'une défense européenne créerait un doublon – appelé « 3 D » car créant un découplage des activités, un double emploi des moyens et une discrimination des États de l'OTAN non membre de l'Union,.
Première révision du TUE, le traité d'Amsterdam signé en octobre 1997 n'apporte que peu d'évolutions en matière de développement concret des capacités et des actions des Européens en matière de sécurité et de défense. Les discussions autour de la rédaction du traité exclurent l'option de constitution d’un système militaire européen alternatif à l’OTAN, le principe de non-duplication entre la défense européenne et l’OTAN continuant de faire l'unanimité. Le texte remanié précise seulement que la politique de sécurité et de défense commune (PSDC) inclut les missions de Petersberg, cadre des interventions de l'UEO pour des missions humanitaires, de maintien et de rétablissement de la paix. Ainsi les opérations susceptibles d'être engagées par l'UE sont limitées à des missions de gestion de crises périphériques, tandis que l'OTAN conserve l'apanage des missions de défense collective des territoires des États membres, conformément à l'Article 5 du Traité de Washington,. Le 3 juin 1996, à Berlin, les ministres des affaires étrangères des pays de l'OTAN reconnaissent la pertinence d'une Identité européenne de sécurité et de défense (IESD), dans la perspective d'un rééquilibrage des rôles et responsabilités entre l'Europe et l'Amérique du Nord.
Les politiques d'élargissement de l'OTAN et de l'UE à de nouveaux membres européens renforcent l'imbrication entre les deux Organisations. Les dix États qui rejoignent l'OTAN lors des élargissements de 1999 et 2004 deviennent aussi peu après membres de l'Union européenne.

### Concrétisation d'une relation OTAN-UE institutionnalisée (1999-2004)
L'année 1999 marque le passage de la rhétorique à l'engagement de mesures conférant un contenu concret à la relation entre l'OTAN et l'UE, par un double mouvement parallèle qui aboutit pleinement en 2003 :
- Du côté de l'UE, le Conseil européen de Cologne de juin 1999 ouvre la voie au renforcement de la politique européenne commune en matière de sécurité et de défense. Pour ce faire, le Conseil valide que l'Union européenne doit disposer des capacités (notamment militaires) nécessaires et des structures appropriées lui permettant de prendre des décisions effectives en matière de gestion des crises dans le cadre des missions dites de Petersberg. Ces orientations aboutissent avec la signature du traité de Nice en 2001, entré en vigueur en 2003, deuxième révision du TUE, par lequel l'UE met en place de nouvelles organisations pour mettre en œuvre la PESD et supprime l'architecture duale UE-UEO en intégrant dans l'UE l'essentiel des activités et moyens de cette dernière. En 2003, l'Union européenne se dote aussi d'une Stratégie européenne de sécurité afin de faire face aux nouvelles menaces majeures que sont le terrorisme, la prolifération des armes de destruction massive et les États défaillants avec une approche militaire et non militaire dans la lutte contre l'insécurité[2].
- Du côté de l'OTAN, le sommet de Washington d'avril 1999 prend acte de la résolution de l'Union européenne à se doter d'une capacité d'action civile et militaire autonome, décide que l'OTAN et l'UE devraient assurer l'établissement entre elles d'une consultation, d'une coopération et d'une transparence effectives, et surtout affirme être prêt à définir et adopter les dispositions requises pour permettre l'accès aisé de l'Union européenne aux moyens et capacités collectifs de l'Alliance pour des opérations dans lesquelles l'Alliance dans son ensemble ne serait pas engagée militairement en tant qu'alliance[7]. Ces orientations aboutissent concrètement par la publication en décembre 2002 d'une déclaration commune OTAN-UE sur la politique européenne de sécurité et de défense (PESD)[8], qui ouvre la voie à une coopération politique et militaire plus étroite entre les deux organisations, puis par l'adoption des accords dits "Berlin Plus" en mars 2003, qui posent les fondements de la coopération OTAN-UE dans le domaine de la gestion des crises en donnant à l'UE un accès aux moyens et capacités collectifs de l'OTAN pour des opérations dirigées par l'Union[2],[5].

Sur ces bases, l'opération Concordia en Macédoine est la première menée dans ce nouveau cadre institutionnel à partir de mars 2003, suivie en 2004 de l'opération Althea en Bosnie-Herzégovine.

### Coopération au coup par coup (2005-2015)
Ne serait-ce que par crainte de doublonner les moyens entre l'OTAN et l'UE, mais aussi parce que la plupart des États membres des deux Organisations font confiance à l'OTAN en matière de sécurité extérieure conventionnelle et préfèrent centrer les actions menées au titre de la PSDC sur une assistance à la sécurité multiforme, dans l'esprit du « soft power » et parce qu'il n'existe pas de volonté politique forte du moins jusqu'en 2015 pour doter l'Europe d'une capacité militaire forte en propre, les relations entre les deux Organisations se sont poursuivies en pratique essentiellement sur un mode informel au coup par coup. Le cadre formel résultant des accords Berlin plus est mis en veille à partir de 2005.
En Afghanistan, au Kosovo, ou encore sur mer au large de la Corne de l'Afrique et en Méditerranée, les coopérations entre l'OTAN et l'UE s'organisent sur le terrain de manière informelle, essentiellement sous la forme d'échanges d'informations. Cette approche présente de graves lacunes pour la conduite effective d'opérations combinées OTAN-UE, comme l'ont montré les déficiences constatées en matière de moyens intégrés de renseignement, surveillance et reconnaissance tant pendant les opérations en Libye de 2013 ou en mer Égée.

### Évolution du partenariat OTAN-UE dans le contexte de l'avènement de la PSDC (2007-2010)
Avec la PSDC instaurée par le traité de Lisbonne de 2007, l'Union européenne renforce substantiellement ses institutions et ses outils pour gérer les situations de crise, dans la perspective à terme d'une défense européenne commune. Pour autant, la PSDC ne remet pas en cause le rôle premier de l'OTAN dans la défense des États européens qui en sont membres : l'article 42 du TUE précise que la politique de sécurité et de défense de l'Union « n'affecte pas le caractère spécifique de la politique de sécurité et de défense de certains États membres. Les engagements et la coopération dans ce domaine demeurent conformes aux engagements souscrits au sein de l'Organisation du traité de l'Atlantique Nord, qui reste, pour les États qui en sont membres, le fondement de leur défense collective et l'instance de sa mise en œuvre. ».
Durant la période de ratification du traité de Lisbonne cependant, une évolution importante de la relation entre l'OTAN et l'UE voit le jour avec d'une part la reconnaissance par les États-Unis pour la première fois de l'apport positif qu'une défense européenne forte représente pour l'Alliance et avec d'autre part la décision de principe de la France de rejoindre le commandement militaire intégré de l'OTAN qu'elle a quitté en 1967. Concernant le premier point, dans un discours prononcé à l'occasion du sommet de l'OTAN à Bucarest en avril 2008, George W. Bush déclare qu' « une Alliance forte a besoin d'une capacité de défense européenne forte [et qu'il] encouragera nos partenaires européens à augmenter leurs investissements de défense pour soutenir à la fois les opérations de l'OTAN et celles de l'UE ». Sur le second point, à la même période, le président Sarkozy engage la France sur la voie de la réintégration à l'OTAN, en la liant à une relance de la défense européenne, et accepte d'augmenter l'engagement militaire de la France en Afghanistan ainsi que le demandent les Américains à leurs alliés de l'OTAN. Le Royaume-Uni demeure hostile à une évolution radicale concernant la défense européenne, mais accepte un texte de compromis sur la PSDC et un peu plus tard, en 2010, signe avec la France les accords de Lancaster House qui renforcent sensiblement la coopération militaire entre les deux États.
Ces évolutions du contexte politique aux États-Unis et en Europe n'entraînent pas de changement spectaculaire d'intensité de la relation entre l'OTAN et l'UE qui se poursuit au coup par coup. Il permet à la France de mieux faire entendre sa voix dans les instances décisionnelles de l'OTAN et de retrouver une crédibilité sur les questions de défense dans le contexte atlantique par son implication plus forte y compris dans les opérations militaires menées par l'OTAN.

### Nouvel élan donné à la coopération OTAN-UE (2016-2017)
La persistance de crises majeures, entre autres Ukraine, Syrie, et de risques liés au terrorisme islamiste et aux flux migratoires vers l'Europe, ainsi que les incertitudes nées du Brexit, de l'élection de Donald Trump ou de la présence internationale plus forte de la Russie de Vladimir Poutine incitent les Européens à remettre au premier rang de leurs priorités les questions de sécurité et de défense. Simultanément, l'OTAN lors du sommet de Varsovie en juillet 2016 décide d'un renforcement de ses capacités et du déploiement de nouveaux moyens sur ses flancs Est et Ouest.
Il résulte de cet ensemble de préoccupations l'adoption par le Conseil européen de décembre 2016 d'un « train de mesures en matière de sécurité et de défense » dont l'un des trois volets est le plan d'actions élaboré à la suite de la déclaration commune UE-OTAN publiée à l'issue du sommet de l'OTAN à Varsovie,. Ce plan d'actions porte sur sept domaines :
1. Lutte contre les menaces hybrides : L'OTAN considère que la Russie comme Daech font peser sur ses membres des menaces de type hybride, qui requièrent de renforcer les échanges d'information et la synchronisation des processus de réaction aux attaques non conventionnelles[14]. L’annexion de la Crimée par la Russie en est un exemple, par l'utilisation d'une vaste gamme de tactiques différentes allant de la coercition politique et économique aux cyberattaques, à la désinformation et à la propagande, en passant par l’action militaire clandestine ou manifeste. La décision a été prise en avril 2017 de créer en Finlande un centre d'excellence européen pour la lutte contre les menaces hybrides comme les cyberattaques, la propagande et la désinformation, auquel l'OTAN et l'UE participeront[15],[16].
2. Coopération opérationnelle, y compris sur les questions maritimes : il s'agit de rendre plus efficace la coordination en matière maritime en Méditerranée (opérations Sea Guardian de l'OTAN et l'EU NAVFOR MED Sophia) et dans le domaine de l'aviation dans les Balkans occidentaux.
3. Cybersécurité et cyberdéfense : L'OTAN et l'UE concluent en février 2016 un arrangement technique sur la cyberdéfense[17] visant à aider les deux Organisations à mieux prévenir les cyberattaques et à y répondre plus efficacement grâce à un cadre formel de coopération entre leurs centres spécialisés, respectivement le NCIRC et le Centre d'alerte et de réaction aux attaques informatiques de l'UE (CERT‑UE)[18],[19]. Le plan d'actions de décembre 2016 prévoit de renforcer cette coopération en ce qui concerne l'intégration des concepts de cybersécurité dans les opérations, et l'innovation dans le domaine de la recherche et de la technologie en matière de cyberdéfense, conduire des exercices conjoints[20].
4. Capacités de défense : L'objectif est d'accroître la cohérence des résultats entre le processus OTAN de planification de défense et le plan de développement des capacités de l'UE, d'assurer une meilleure complémentarité des programmes multinationaux dans des domaines d'intérêt commun, tels que le ravitaillement en vol, le transport aérien, les communications par satellite, la cyberdéfense, ou encore les systèmes d'aéronefs télépilotés, et d'améliorer l'interopérabilité par une interaction renforcée en matière de normalisation.
5. Industrie de la défense et recherche en matière de défense : L'enjeu principal est de renforcer la coopération en matière de recherche et de technologie de défense dans les domaines d'intérêt commun, afin de rationaliser les investissements effectués, dans un contexte de rigueur budgétaire. Ces actions s'inscrivent dans le contexte du plan d'action européen de la défense présenté par la Commission européenne relatif au renforcement de l'industrie de défense européenne[21],[22].
6. Exercices : Il s'agit d'exécuter des exercices parallèles et coordonnés, soit avec l'OTAN comme chef de file dans le cadre de l'exercice de gestion de crise 2017 (CMX 17), soit avec l'UE comme chef de file dans le cadre de l'exercice de gestion de crise Multi Layer 2018 (ML 18).
7. Renforcement des capacités en matière de défense et de sécurité : L'enjeu est de coopérer plus étroitement au renforcement des capacités et de la résilience des États partenaires, le plus souvent communs à l'OTAN et à l'UE, en particulier dans les Balkans occidentaux, les voisinages oriental et méridional, y compris la Géorgie, la République de Moldavie, l'Ukraine, la Jordanie, le Maroc et la Tunisie.

Le Conseil des affaires étrangères de l'UE suit tous les six mois l'avancement de ce plan d'actions sur la base d'un rapport préparé conjointement par la haute représentante de l'Union pour les affaires étrangères et la politique de sécurité et par le secrétaire général de l'OTAN.

## Modalités de coopération entre l'OTAN et l'UE
La coopération institutionnelle ou informelle entre l'OTAN et l'UE revêt depuis 2003 plusieurs dimensions :
- Consultations politiques et coordination globale : les ministres des Affaires étrangères des États membres des deux Organisations se réunissent périodiquement pour tenter d'adopter une vision commune sur les situations de crise du moment ; par ailleurs le secrétaire général de l'OTAN et la Haute représentante de l'Union se rencontrent fréquemment. L'Union européenne est invitée à tous les sommets de l'OTAN. Des réunions se tiennent régulièrement à tous les niveaux entre le secrétariat international et l'État-major militaire international de l'OTAN et le Service européen pour l'action extérieure, l'Agence européenne de défense, la Commission européenne et le Parlement européen.
- Coordination au sein des États-majors : une cellule de l'Union européenne est implantée au sein de l'état-major de l'OTAN, le SHAPE, afin d'améliorer la préparation des opérations de l'Union menées avec les moyens de l'OTAN, dans le cadre des arrangements de "Berlin Plus" ; symétriquement, une équipe de liaison permanente de l'OTAN est implantée à l'État-major de l'Union européenne (mis en place en 2005-2006).
- Planification des capacités : intégration dans le système OTAN d'établissement des plans de défense des besoins et capacités militaires pouvant être requis pour des opérations militaires dirigées par l'UE ; à cet effet, création d'un Groupe OTAN-UE sur les capacités.
- Exercices de gestion de crise : des exercices conjoints sont régulièrement menés par l'OTAN et l'UE depuis 2003.

## Opérations conjointes
- En 2003, l'Union européenne mène sa première opération militaire de gestion de crise en Macédoine du Nord elle met en place l'EUFOR Concordia qui succède à l'opération Allied Harmony, mission que l'OTAN dirigeait dans le pays[25].
- L'EUFOR Althea, mise en place en décembre 2004 succède à la Force de stabilisation (SFOR) de l'OTAN en Bosnie-Herzégovine.
- Au Kosovo, l'OTAN dirige une force de maintien de la paix, la KFOR, depuis 1999. L'Union européenne met quant à elle des moyens civils à la disposition de la mission d'administration intérimaire des Nations unies au Kosovo (MINUK) et conduit une mission de police appelée EULEX Kosovo.
- En Afghanistan, l'OTAN et l'Union européenne œuvrent à apporter la paix et la stabilité au pays ; l'OTAN intervient militairement en menant la Force internationale d'assistance et de sécurité (FIAS) et l'UE a mis sur pied l'EUPOL Afghanistan qui participe à la formation de la police afghane, travaille à réformer la justice et contribue au financement de projets civils[25].
- Au Darfour, l'OTAN et l'UE apportent toutes deux leur aide à la mission conjointe des Nations unies et de l'Union africaine au Darfour, la MINUAD, opérationnelle depuis décembre 2007, en particulier pour ce qui est des rotations des avions de transport.
- Depuis septembre 2008, des forces navales de l'OTAN et de l'UE sont déployées aux côtés d'autres acteurs, au large des côtes de la Somalie, au sein de l'opération Atalante, pour assurer des missions de lutte contre la piraterie autour de la Corne de l'Afrique[25].
- L'UE mène DE juin 2015 à mars 2020 une opération navale en Méditerranée, dénommée opération Sophia, aussi appelée opération Sophia. Cette mission a pour mandat de neutraliser les navires qui sont utilisés par des passeurs ou des trafiquants de migrants, afin de contribuer aux efforts plus larges déployés par l'Agence européenne de garde-frontières et de garde-côtes de l'UE pour démanteler les réseaux de passeurs et de trafiquants d'êtres humains dans la partie sud de la Méditerranée centrale. En novembre 2016, l'OTAN de son côté lance en Méditerranée l'opération Sea Guardian au titre de laquelle des navires de l'OTAN mènent des activités de surveillance, de lutte antiterroriste et de renforcement des capacités des marines régionales, et apportent leur soutien à l'opération Sophia dans les domaines de la connaissance de la situation et de la logistique[26].

|                    | Union européenne                   | Organisation du traité de l'Atlantique nord |
| ------------------ | ---------------------------------- | ------------------------------------------- |
| Albanie            | Candidat                           | 2009                                        |
| Allemagne          | Fondateur                          | 1955                                        |
| Arménie            | Non                                | Non                                         |
| Autriche           | 1995                               | Non                                         |
| Azerbaïdjan        | Non                                | Non                                         |
| Belgique           | Fondateur                          | Fondateur                                   |
| Bosnie-Herzégovine | Candidat                           | Plan d'action pour l'adhésion               |
| Brésil             | Non                                | Non                                         |
| Bulgarie           | 2007                               | 2004                                        |
| Canada             | Non                                | Fondateur                                   |
| Chine              | Non                                | Non                                         |
| Chypre             | 2004                               | Non                                         |
| Croatie            | 2013                               | 2009                                        |
| Tchéquie           | 2004                               | 1999                                        |
| Danemark           | 1973                               | Fondateur                                   |
| Espagne            | 1986                               | 1982                                        |
| Estonie            | 2004                               | 2004                                        |
| États-Unis         | Non                                | Fondateur                                   |
| Finlande           | 1995                               | 2023                                        |
| France             | Fondateur                          | Fondateur                                   |
| Géorgie            | Candidat potentiel                 | Plan d'action pour l'adhésion               |
| Grèce              | 1981                               | 1952                                        |
| Hongrie            | 2004                               | 1999                                        |
| Iran               | Non                                | Non                                         |
| Islande            | Non                                | Fondateur                                   |
| Irlande            | 1973                               | Non                                         |
| Italie             | Fondateur                          | Fondateur                                   |
| Japon              | Non                                | Non                                         |
| Kazakhstan         | Non                                | Non                                         |
| Lettonie           | 2004                               | 2004                                        |
| Lituanie           | 2004                               | 2004                                        |
| Luxembourg         | Fondateur                          | Fondateur                                   |
| Malte              | 2004                               | Non                                         |
| Moldavie           | Candidat                           | Non                                         |
| Monténégro         | Candidat                           | 2017                                        |
| Macédoine          | Candidat                           | 2020                                        |
| Norvège            | Non                                | Fondateur                                   |
| Pays-Bas           | Fondateur                          | Fondateur                                   |
| Pologne            | 2004                               | 1999                                        |
| Portugal           | 1986                               | Fondateur                                   |
| Roumanie           | 2007                               | 2004                                        |
| Royaume-Uni        | Non                                | Fondateur                                   |
| Russie             | Non                                | Non                                         |
| Serbie             | Candidat                           | Non                                         |
| Slovaquie          | 2004                               | 2004                                        |
| Slovénie           | 2004                               | 2004                                        |
| Suède              | 1995                               | 2024                                        |
| Suisse             | Non                                | Non                                         |
| Turquie            | Négociations d'adhésion suspendues | 1952                                        |
| Ukraine            | Candidat                           | Plan d'action pour l'adhésion               |